# テッサー

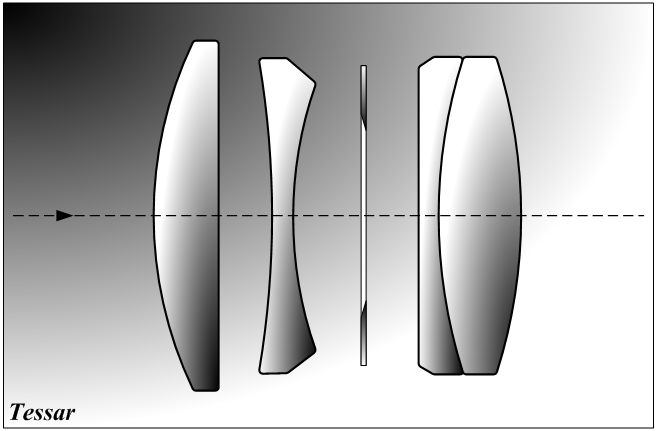
テッサー

テッサー（Tessar）はカール・ツァイスが製品化した単焦点写真レンズ、およびその構造の名称である。カール・ツァイスを代表する名玉の一つ。

## 開発

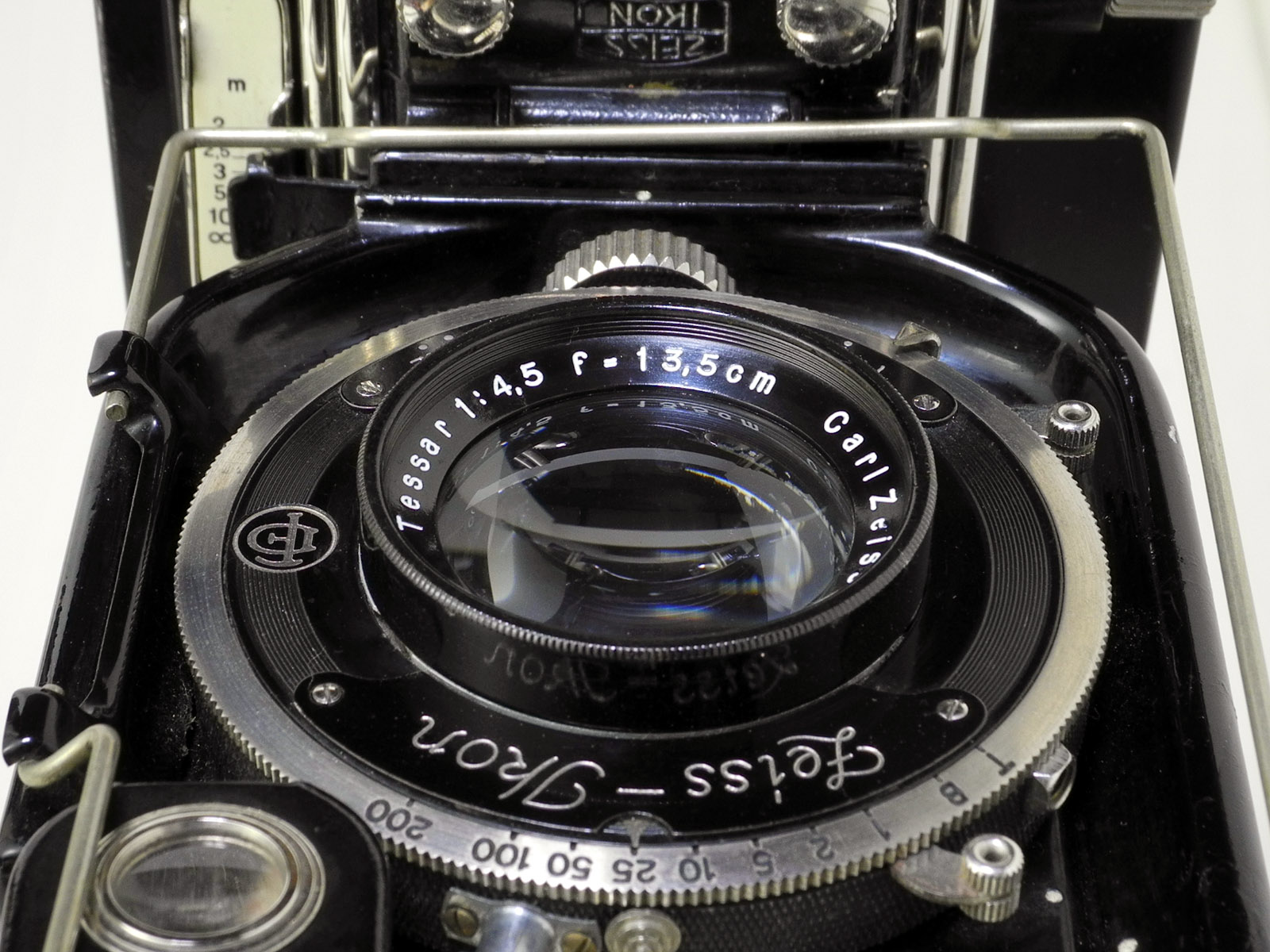
手札判用の13.5cmF4.5

1902年4月、パウル・ルドルフがエルンスト・ヴァンデルスレプの協力を得て考案した。F値は発表当時F6.3であった。ルドルフはF値の向上に否定的であったが、ヴァンデルスレプによりF4.5、ウィリー・ウォルター・メルテによりF3.5、さらにF2.8まで大口径化された。ツァイスの分類では、F6.3のテッサーがシリーズIIB、製版用のアポテッサーはシリーズVIII、F4.5やF3.5の大口径テッサーはシリーズICとされた。
名称は構成レンズ数が4枚であることからギリシア語の4（τέσσαρες: Tessares ）から来ている。

## 特徴
カールツァイスによればテッサーはウナーの前群とプロターの後群を合わせた3群4枚構成、とされているが、3群3枚凸凹凸のトリプレットを発展させ後玉を凹凸2枚の貼り合わせレンズとしたもの、とも見ることができる。
特許上は2群と3群の間に絞りがある。多くのバリエーションがあるが標準的な設計では前玉から順にSK4、FL4、KzF2、SK10。1群と2群の間に絞りがあるものをエルンスト・ライツ（現ライカ）のエルマーにちなんで「エルマー型」と区別することもあるが、エルマー銘でも2群と3群の間に絞りがあるものもあり、厳密にこだわるほどのものでもない。
テッサーは当時広く利用されていたトリプレットなど他の構成と比較して歪曲の少なさ、ボケの美しさ、何よりピント面のシャープさなど驚異的な高画質が特徴である。カールツァイスは「あなたのカメラの鷲の目」（Das Adlerauge Ihrer Kamera ）というコピーでテッサーを宣伝し、実際に世界中の写真家からそう呼ばれるようになった。
テッサーの登場によって多くの人々が「普通によく写るレンズ」を手に入れたと言われる。もっとも当初のテッサーは高級レンズであり、多くの人々の手に届くものではなかった。本当の意味で多くの人々が「普通によく写るレンズ」を手にしたのはテッサー構成のレンズが普及品となった20世紀半ば以降であり、テッサーの発明から実に50年ほどを要した。
反面で大口径化への限界があり、20世紀半ば以降はレンズの設計および製造技術の進歩でより複雑なレンズ構成がテッサー構成に代わって主流となっていった。しかしテッサー構成はそのシンプルさゆえに廉価で画質が良くコンパクトに収まる特徴が評価され、21世紀に至っても適合する用途では利用され続けている。

## 生産
テッサーは開発直後からカールツァイスにより生産され、後述の製品一覧の通り膨大なバリエーションが存在する。これらカールツァイスのテッサーには個別に番号が振られており、製造年などが追跡可能である。
1903年アメリカ合衆国のボシュロムがパテントを購入しアメリカで製造を開始、未だコダックにレンズ製造部門がない時代でありアメリカカメラ界に貢献した。他にイギリスのロッス、フランスのエ・クラウスでもライセンス生産されている。特にクラウステッサーのみは「クラウス・ツァイス・テッサー」とツァイスの銘も入れられ、一時フランス製高級カメラのほとんどに装着されていた。
戦後は東西両方のツァイスで製造された。当初西側ではカール・ツァイスの子会社「ツァイス・オプトン」にて生産されたが当時の世評は低かった。「カール・ツァイス」銘に戻ってからは再び高い評価を受けている。

## 派生
1919年にウィリー・ウォルター・メルテがテレテッサー（Tele-Tessar ）を開発し、その後望遠レンズの多くにもこの名称が使用された。また色収差補正をアポクロマートにしたものはテレアポテッサー（Tele-Apo-Tessar ）の名称を使用する。またメルテは明るく生物の撮影にも適するビオテッサー（Bio-Tessar ）を1925年に開発している。これらは本来の3群4枚構成からは逸脱することもある。レンズの構成枚数が少なくレンズエレメントの空間が比較的長いので軽量コンパクトになる。ズーム・レンズでコンパクトな製品にはバリオテッサー銘をつけるようになっている。

### 他社での派生
テッサーは他のレンズメーカーにも多大な影響を与え、コピーや類似したレンズが数多く造られた。上述のライツ エルマーをはじめ、フォクトレンダー スコパーやコダック エクターなど、当時のトップメーカーを代表するレンズの多くが、テッサー構成であった。また20世紀後半に大量に生産された大衆向けコンパクトカメラでも、各社で生産されたテッサー構成のレンズが広く利用された。
これらカールツァイス以外によって生産された3群4枚テッサー構成のレンズはまとめてテッサータイプまたはテッサー型と呼ばれており、カールツァイス製テッサー以上に膨大な数が存在する。

## 製品一覧

### コンタフレックス（Contaflex）用
アルファ、ベータ、プリマを除いたシリーズ全てがテッサーを固定装着する。

### グラフレックスXLシリーズ用
- テッサー100mmF3.5

### ハイドスコープ用
フランケ＆ハイデッケ（現ローライ）が発売したステレオカメラ。

### ロジテックWebカメラ用
日本でロジクールとして知られる米国企業であり、日本のロジテックとは無関係。
- テッサー3.7mmF2（2007年） - Qcam Proシリーズに内蔵。

### ノキア携帯電話用
- テッサー5.6mmF2.8（2006年） - ノキアN73に内蔵。N73は日本ではソフトバンク705NK名でも販売された。
- テッサー5.6mmF2.8（2007年） - ノキアN95に内蔵。N95は日本ではソフトバンクX02NK名でも販売された。
- テッサー5.6mmF2.8（2008年） - ノキアN82に内蔵。N82は日本ではソフトバンクN82名で販売された。

### RMSマウント

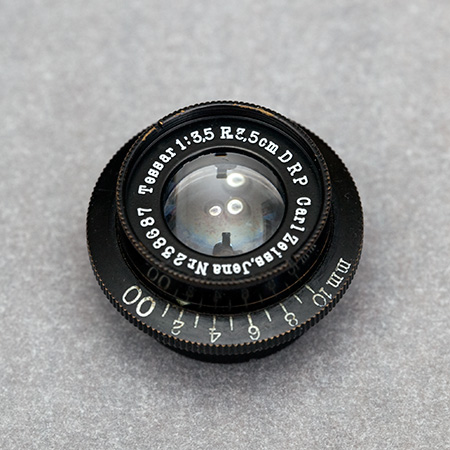
テッサー3.5cmF3.5

- テッサー3.5cmF3.5 - ズイコー・マクロ20mmF3.5などテッサー構成をとり拡大倍率で使用する前提のマクロレンズでは通例貼りあわせ部分が物体側を向く「逆配置」になっているが、当レンズでは通常のテッサー同様に貼りあわせ部分は像側を向いている。

### ローライドスコープ用
フランケ&ハイデッケ（現ローライ）が発売したステレオカメラ。

### ローライフレックス6×6cm判二眼レフカメラ用
ローライフレックス・シリーズの代表的レンズの一つ。プラナーが出てからは普及版のローライフレックスTに装着された。ローライマジックシリーズも装着する。

### ローライ35シリーズ用
当初はローライ35シリーズの看板レンズであり、ゾナー40mmF2.8を装着したローライ35Sが出てからも普及版のローライ35T、ローライ35TEとなって継続販売された。

### ヤシカコンパクトカメラ/京セラコンパクトカメラ用
- テッサー35mmF3.5 - ヤシカT AF-D、京セラTD、Slim T、T PROOFに内蔵
- テッサー35mmF2.8 - 京セラT-Scope、T-Scope2に内蔵

## 大判用/特殊用
ツァイス・アナスチグマットとしてはシリーズIIBの扱いであったので初期の製品にはBの文字が残って「Bテッサー」と俗称され。F4.5やF3.5に大口径化された製品はシリーズICで「Cテッサー」と俗称された。製版用のプロセスレンズとして開発されたアポクロマティック・テッサーはシリーズVIII (シリーズ 8 )。

### シリーズIIB
いわゆる「Bテッサー」で解像力が鋭く包括角度も広いなど非常に優秀なことで知られる。
- 0番 - Bテッサー40mmF6.3
- 1番 - Bテッサー56mmF6.3
- 1a番 - Bテッサー75mmF6.3
- 2番 - Bテッサー84mmF6.3
- 3番 - Bテッサー112mmF6.3
- 4番 - Bテッサー136mmF6.3
- 5番 - Bテッサー150mmF6.3
- 5a番 - Bテッサー180mmF6.3
- 6番 - Bテッサー210mmF6.3
- 7番 - Bテッサー255mmF6.3
- 8番 - Bテッサー305mmF6.3
- 9番 - Bテッサー365mmF6.3
- 10番 - Bテッサー490mmF6.3
- 11番 - Bテッサー590mmF6.3

#### シリーズIC
いわゆる「Cテッサー」で、「Bテッサー」と比較すると明るいため高速シャッターが切れる。
- 1番 - テッサー50mmF3.5
- 1a番 - テッサー75mmF3.5
- 6番 - テッサー210mmF3.5
- 7番 - テッサー250mmF3.5
- 8番 - テッサー300mmF3.5
- 14番 - テッサー112mmF4.5
- 15番 - テッサー150mmF4.5
- 15a番 - テッサー180mmF4.5
- 16番 - テッサー210mmF4.5 - φ62mmP=0.75ねじマウント。アタッチメントφ67mmねじ込み式。16枚真円絞り。大口径だが、色収差が多少気になる。このレンズの模造品、旧ソヴィエト社会主義共和国連邦製の「Kazanski Optiko-Mekhanicheski Zavod Industar-51 210mm F4.5 / φ60P=1.0ねじマウント」の方がシャープで色収差も極めて少ない。珍しいケースである。
- 17番 - テッサー250mmF4.5
- 18番 - テッサー300mmF4.5
- 19番 - テッサー400mmF4.5
- 20番 - テッサー500mmF4.5

### シリーズVIII (シリーズ 8)
製版用プロセスレンズとして開発された、アポクロマート補正をなされたレンズで、ニコンのアポ・ニッコールと双璧をなす。オプションの特殊形状の絞りやシート・フィルターを差し込むためのウォーターハウス型絞りスロットが全品種に備わる。絞りは多数枚あり、完全円形絞り。同名製品でも製造年代により硝材がかなり異なり、初期製品は第一群の最前面のレンズがとても曇りやすく磨いても3日で曇りだしてくるが、中期以降の製品ではそのようなことはなくなった。製版用に開発されたレンズのため、設計基準倍率は等倍(1:1) なので一般マクロレンズとしての利用でも高性能である。カラー製版を考慮して設計されているので、初期製品からすでにカラーバランスが最適化されている。一般的にアルファベット文化圏の製版レンズは解像力が低くなりがちだが、アポテッサーは総じて高解像力である。
- アポ・テッサー180mmF9 - φ53mmP=0.75mmねじマウント。アタッチメントはφ55mm被せ型締め付けネジ付き式金属製。フィルターガラスの厚みは約8mm。キャップはφ55mmカブセ式。中期以降の物は、レンズ先端に一般レンズのようにφ48mmのフィルタネジが装着可能である。レンズ本体は、アポテッサー240mmF9とレンズ本体が共通仕様。

- アポ・テッサー240mmF9 - φ53mmP=0.75mmねじマウント。アタッチメントはφ55mm被せ型締め付けネジ付き式金属製。フィルターガラスの厚みは約8mm。キャップはφ55mmカブセ式。中期以降の物は、レンズ先端に一般レンズのようにφ48mmのフィルタネジが装着可能である。古い時代の物は鏡筒が真鍮製で黒色塗装がされていたが、最後期型はアルミ製鏡筒に黒色塗装を施している。中期型の一部にはレンズ後群を貼り合わせない光学系の物も確認されているが、その後のロットではまた以前同様レンズを貼り合わせた物に戻されている。
- アポ・テッサー300mmF9 - φ53mmP=0.75mmねじマウント。アポテッサー240mmF9とレンズ本体が共通仕様。アタッチメントはφ55mm被せ型締め付けネジ付き式金属製。キャップはφ55mmカブセ式。
- アポ・テッサーT300mmF9 - 上記の物にTコーティングを施した物。木箱入りで、ウォーターハウス型絞りスロットに差し入れる特殊な絞りやレンズ取り付け座金、専用取り付けねじなどとセットになっていた。
- アポ・テッサー450mmF9 - φ71mmP=1.0mmねじマウント。アタッチメントφ63mmねじ込み式。
- アポ・テッサー600mmF9 - φ89mmP=P1.0mmねじマウント。アタッチメントφ83mmねじ込み式、キャップはφ93mm被せ式。
- アポ・テッサーT 90cmF9 - φ145mmP=1.0mmねじマウント。重さ約6kg。

## マクロ・テッサー
カール・ツァイス・イェーナ製。
- マクロ・テッサー135mmF4.5 - φ44mmP=0.75mmねじマウント。アタッチメントサイズφ40.5mmねじこみ。小さいレンズだが、16枚完全真円絞り。非常にシャープな描写で色収差も目視では判別できない。

### S-テッサー
接写用に開発された物や産業用のレンズなどであり、フィルム使用の複写用、マイクロフィルム製作用、通常の接写用、画像投影用などの品目がある。ドイツが東西に分かれている時に、東ドイツのカール・ツアイス・イエーナで製造された物と、西側のオーバーコッヘンにて制作された物がある。 S-テッサー の「S」はドイツ語の「Sonder」（英:Special ）に由来する。民生用の物は後にレンズ・コーティング技術の向上により、大口径化のしやすいS-プラナー後のマクロプラナーに置き換えられていった。
- S-テッサー120mmF6.3 - φ33mm/P=0.5ねじマウント。アタッチメントや、ウォーターハウス型絞りスロットがないのでフィルターは自作でかぶせ式タイプを作り対応するしかない。東ドイツのイエーナ製。約3cm×3cmほどの小さなレンズだが、18枚完全真円光彩絞りである。レンズの前後に同じねじが切られているため、レンズを撮影倍率に応じて逆付け(超接写用リバース・プッティング)することが可能である。初期型はモノコート・レンズだが、後期型はTコートがレンズに施されている。光学系第1面のレンズは経年変化しやすく、曇りが生じた場合、多くのアポテッサーとは異なりアルコールでは取れないが、自己責任にはなるもののプラスチック消しゴムで除去可能。すでにφ33mmの取り付け座金など入手できないが、Tマウントアダプターの中身を抜いて、四方からねじ止めすればどのカメラでも利用できるようになる。非常にシャープな描写で色収差も目視では判別できない。
- S-テッサー150mmF4.5 - φ42mmの寸胴鏡筒のみでなるレンズ。西ドイツのオーバーコッヘン製。バルク・レンズであり絞り機構を持たず、マウントねじもアタッチメントねじも何もない。また、S-テッサー300mmF5.6 の様に前群と後群を外して円形絞りを入れることも出来ない。真の特殊レンズである。3点支持で取り付けられるプロジェクター(投影)用のレンズ。
- S-テッサー300mmF5.6 - φ78mmP=0.75ねじマウント。アタッチメントなし。西ドイツのオーバーコッヘン製。バルク・レンズだが絞り機構を持たず、レンズの光学系も前後に分けて外部シャッターなどに組み込めないため、民生用としては望遠鏡の先端レンズとしての活躍など限られている。一部ではプロジェクター用のレンズと言われているがこれは誤りであり、元来は8×10in判の大型フィルムへの複写用に設計されたレンズである。φ78mmP=0.75ねじマウントが有るのでジナーボードなどに取り付けることが出来る。このレンズは常に開放絞りのままだが、その描写はきわめて鋭くボケも良いが、イメージサークルは大きくないので8×10in判のフィルム以上のフィルムでは、撮影すると四隅の画質が明らかに画質が劣る。絞り開放で最高性能が出る設計と謳われているが、前群と後群を外して円形絞りを入れることができる。開口部から割り出した直径の穴を開けたボードを撮影時にレンズに直接取り付けても撮影でき、絞り開放で若干残存していた諸収差、特に倍率色収差などがF11近辺でほとんどなくなり実用上最高レベルの画質になる。画素ピッチの細かい最近のデジカメを利用して撮影するときはF16からは回折現象が強く現れ、解像力が急落する。

### 無印・テッサー
- テッサー100mmF3.5
- テッサー135mmF4.5 - ヴィンテージ・レンズに属する古い物で、現存する個体も多くない。
- テッサー165mmF4.5
- テッサー210mmF4.5 - φ62mmねじマウント。アタッチメントサイズφ67mmねじ込み式。絞りは16枚真円絞り。カール・ツァイス・イェーナDDRのみ刻印がある物も多数存在する。
- テッサー250mmF4.5
- テレテッサー250mmF6.3
- テレテッサー320mmF6.3

### 関わった設計者
- パウル・ルドルフ
- エルンスト・ヴァンデルスレプ
- ウィリー・ウォルター・メルテ